# Кьоріцу-Мару № 2
Кьоріцу-Мару № 2 (Kyoritsu Maru No 2) — транспортне судно, яке під час Другої світової війни брало участь у операціях японських збройних сил на Тихому океані.
Судно спорудили як вантажне у 1942 році на верфі компанії Sanoyasu Dockyard у Осаці для компанії Kyoritsu Kaiun.
16 листопада 1943-го судно перебувало в морі Бісмарка за дві сотні кілометрів на північ від Мадангу. Тут його віднайшли та потопили літаки армійської авіації США.